# Burgwall Lossow

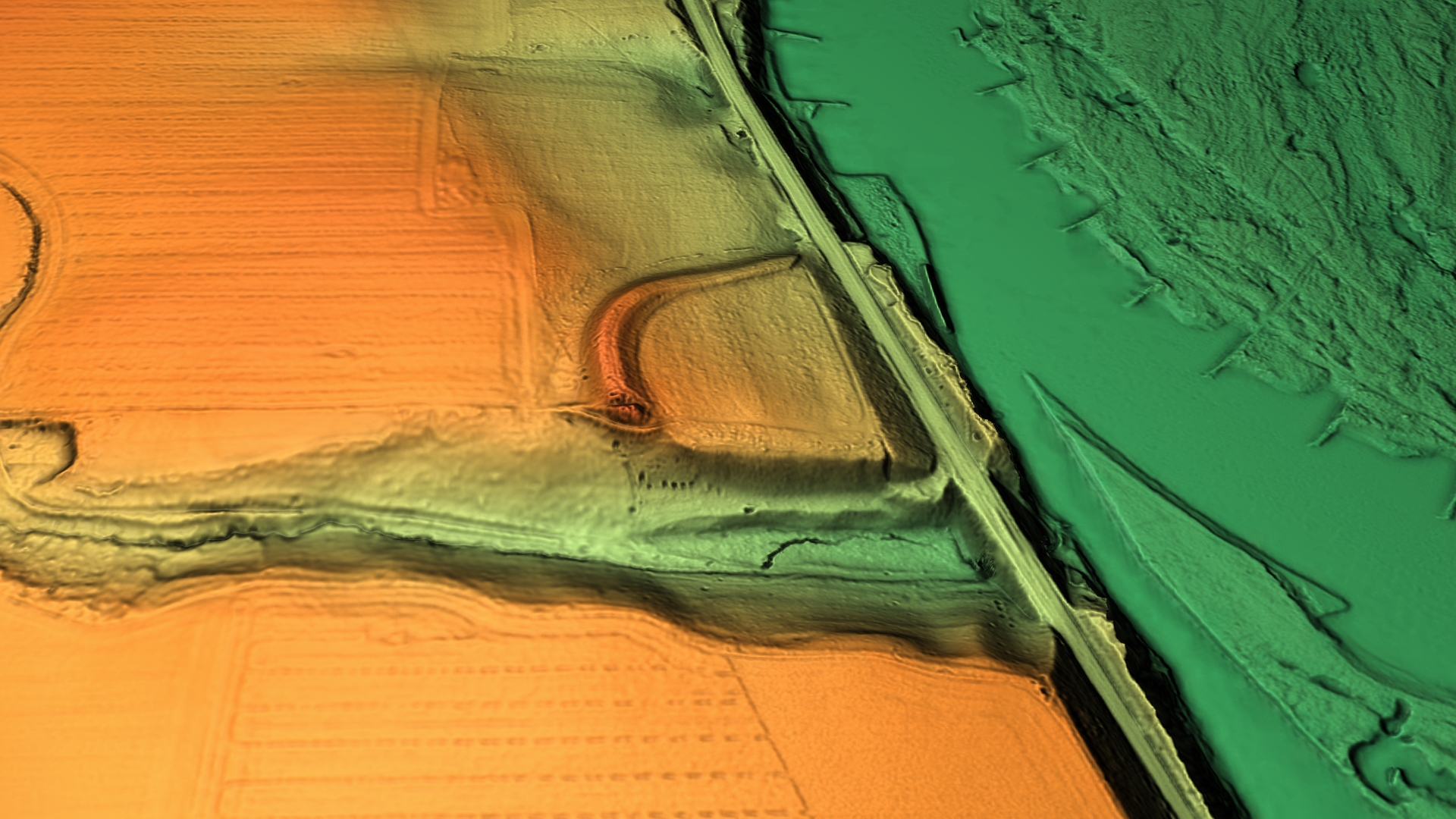
3D-Ansicht des digitalen Geländemodells

Der Burgwall Lossow bezeichnet einen Burgwall sowie den Burgstall eines ehemaligen slawischen Burgwalls im heutigen Lossow, einem Ortsteil der kreisfreien Stadt Frankfurt (Oder). Er ist in der Bodendenkmalliste Brandenburg gelistet.

## Lage
Die Anlage befindet sich sieben Kilometer südlich von Frankfurt (Oder). Sie liegt westlich der Oder. Im Norden und Westen ist der innere Bereich durch eine Holz-Erde-Mauer in sechs Meter Höhe, im Osten zur Oder hin durch die Steile Wand, ein Naturdenkmal im Berliner Urstromtal, und im Süden durch ein natürliches Tal geschützt. Die heute messende Befestigung des Walls nimmt eine Fläche von 4,8 Hektar ein.

## Burgwall
Die Geschichte der Burg beginnt mit der im 12. Jahrhundert v. Chr. als befestigte Siedlung oberhalb der Steilen Wand, einer natürlichen Hochfläche des westlichen Oderlaufs.
Vermutlich begann der Bau des Burgwalls im 10. Jahrhundert v. Chr. Dies lassen Grabungsergebnisse der Grabungen von 1919 bis 1984 vermuten. Bruchstückteile von Gussformen zeugen von handwerklicher Tätigkeit der Bronzeverarbeitung; Reste von Haus- und Wildtieren, Fischen und Pflanzen geben Hinweise zu den Ernährungsgewohnheiten.
In der frühen Eisenzeit, etwa 800–600 v. Chr., besiedelte die sogenannte Göritzer Gruppe das Gebiet. Der Burgwall wurde im 6. Jahrhundert v. Chr. aufgegeben, bis Slawen das Gebiet bevölkerten. Im 8. Jahrhundert erfolgte der Wiederaufbau der Burg, die jedoch im 10. Jahrhundert abbrannte.
1844 wurden beim Bau der Eisenbahnstrecke Berlin–Breslau archäologische Funde bekannt. Im Jahre 1898 begann die wissenschaftliche Erforschung des Burgwalls durch den Historischen Verein Frankfurt (Oder). Weitere Ausgrabungen im Auftrag des Berliner Völkerkundemuseums erfolgten 1909 und 1919. Die Arbeiten wurden auf Grund der vorherrschenden Krise und Inflation unterbrochen und konnten erst ab 1926 unter Leitung von Wilhelm Unverzagt fortgeführt werden. Zu Tage gebracht wurden 60 Schächte, die, entsprechend dem Zeitgeist, als germanische „Opferschächte“ gedeutet wurden. Diese auf Spekulationen beruhende Deutung übernahm auch später Ines Beilke-Voigt, Humboldt-Universität zu Berlin was kritisch zu sehen ist, da der Begriff „Opferschächte“ als Begriff der nationalsozialistischen Propaganda diente. In verschiedenen Schichten fanden sich in bis zu acht Metern Tiefe Gefäße, Schmuck, Waffen sowie menschliche und tierische teilweise zerstückelte Skelette. Weitere Grabungen folgten 1968 durch das Museum für Ur- und Frühgeschichte Potsdam, von 1980 bis 1984 durch das Deutsche Historische Museum in Zusammenarbeit mit der Humboldt-Universität zu Berlin und 2009 im Rahmen einer zehnwöchigen Lehrgrabung mit Studierenden der Humboldt-Universität Berlin.